# 마이클 베리 (물리학자)
마이클 빅터 베리 경(영어: Sir Michael Victor Berry, FRS, 1941년 3월 14일~)은 영국 브리스틀 대학교의 저명한 수리물리학자로 2000년 이그 노벨상을 수상하였다.
1982년 왕립 학회의 회원으로 선출되었고, 1996년 Knight Bachelor(기사작위)에 서임되었다. 2006년부터 왕립학회보의 편집자로 활동하고 있다.
양자역학과 광학의 현상인 기하학적 위상으로 유명하고 준고전물리학 (점근적인 물리학, 양자혼돈)을 양자역학의 파동현상과 광학에 응용하였다.

## 이력
마이클 베리는 엑서터 대학교에서 물리학을 전공한 후, 세인트 앤드류스 대학교에서 박사학위를 수여받았다. 이 후 경력은 모두 브리스틀 대학교에서 연구원(1965~1967)과 부교수(1967~1974), 전임교수(1974~1978), 물리학과 주임교수(1978~1988), 그리고 왕립 학회 소속 연구교수(1988~)로 활동중이다.

## 집필 서적
- Diffraction of Light by Ultrasound, 1966
- Principles of Cosmology and Gravitation, 1976
- About 395 research papers, book reviews etc. on physics

## 같이 보기
- 리만 가설

## 참고자료
1. ↑  “Academic History of Professor Sir Michael Berry”. University of Bristol. 2009년 7월 22일에 확인함.